# Cuthbert de Lindisfarne
Cuthbert de Lindisfarne  (c. 634 – 20 de març de 687) va ser un sant anglosaxó de l'església primitiva de Northumbria en la tradició celta. Va ser un monjo, bisbe i ermità, associat als monestirs de Melrose i Lindisfarne al regne de Northumbria,  avui al nord-est d'Anglaterra i al sud-est d'Escòcia. Tant durant la seva vida com després de la seva mort es va convertir en un popular sant medieval al nord d'Anglaterra, amb un culte centrat en la seva tomba a la Catedral de Durham. Cuthbert és considerat el patró de Northumbria. Els seus dies de festa són el 20 de març (església catòlica, església d'Anglaterra, Església Ortodoxa, església episcopal) i el 4 de setembre (Església de Gal·les, Església Catòlica).
Cuthbert va créixer a Lauderdale o als seu entorn, prop de l'antiga abadia de Melrose, un establiment depenent de Lindisfarne, avui a Escòcia. Va decidir fer-se monjo després de tenir una visió nocturna el 651, any en què morí Sant Aidan, fundador de Lindisfarne, però sembla que havia fet servei militar. Ràpidament va ser nomenat mestre convidat al nou monestir de Ripon, poc després del 655, però va haver de tornar amb Eata de Hexham a Melrose quan Wilfrid va rebre el monestir. Cap al 662 va ser nomenat prior a Melrose, i cap al 665 esdevingué prior de Lindisfarne. El 684 va ser nomenat bisbe de Lindisfarne, però a finals del 686 hi rebutjà i va tornar a la seva ermita perquè sentia que estava a punt de morir. Probablement rondava la cinquantena.

## Orígens i precedents
Cuthbert potser nasqué al si d'una família noble a Dunbar, aleshores a la Northumbria anglosaxona, avui dia a East Lothian, Escòcia, a mitjans dels anys 630, uns deu anys després de la conversió del rei Edwin de Northúmbria al cristianisme el 627, que a poc a poc fou seguida per la resta del seu poble. La política del regne va ser violenta, i hi va haver episodis posteriors de domini pagà, mentre que difondre la comprensió del cristianisme al llarg del regne va ser una tasca que va durar durant tota la vida de Cuthbert. Edwin havia estat batejat per Paulí de York, un italià arribat amb la missió gregoriana des de Roma, però el seu successor Oswald també va convidar monjos irlandesos de Iona a fundar el monestir de Lindisfarne on Cuthbert passaria bona part de la seva vida. Cuthbert nasqué pels volts del 635.
La tensió entre les cristiandats romanes i celtes, sovint exacerbada per Wilfrid, un personatge gairebé contemporani de Cuthbert, qui fou un partidari intransigent i disputador de les maneres romanes, havia de ser una característica important de la vida de Cuthbert. El mateix Cuthbert, tot i que va ser educat en la tradició celta, va seguir el seu mentor Eata a l'hora d'acceptar les formes romanes, aparentment sense dificultats, després del Sínode de Whitby del 664.  Les primeres biografies es concentren en els nombrosos miracles que van acompanyar fins i tot a la seva joventut, però evidentment era infatigable com a sacerdot viatger que va difondre el missatge cristià a pobles remots, i també va poder impressionar la reialesa i la noblesa. A diferència de Wilfrid, el seu estil de vida era auster i, quan va poder es feu ermità, tot i que encara rebia molts visitants.
A l'època de Cuthbert el regne anglosaxó de Northumbria incloïa, en termes moderns, part del nord d'Anglaterra així com part del sud-est d'Escòcia de manera intermitent i fluida fins al nord fins al Fiord de Forth. Cuthbert podria ser de la rodalia de Dunbar a la desembocadura del Fiord de Forth a l'Escòcia actual, tot i que The Lives of the Fathers, Martyrs and Other Principal Saints ("Vides de Butler"), d'Alban Butler registra que va ser acollit quan era nen a prop de Melrose. Aquesta acollida possiblement fos un signe del seu naixement noble, com ho són les referències a la seva equitació quan era jove. Una nit, quan encara era un nen, treballant de pastor, va tenir una visió de l'ànima d'Aidan sent duta al cel per àngels, i més tard es va assabentar que Aidan havia mort aquella nit. Edwin Burton considera un suggeriment de descendència humil que de nen acostumava a cuidar ovelles als turons prop d'aquest monestir. Sembla haver estat sotmès al servei militar, però en algun moment es va unir al nou monestir de Melrose, sota el prior Boisil. A la mort de Boisil, el 661, Cuthbert el va succeir com a prior. Cuthbert possiblement era cosí segon del rei de Northumbria Aldfrith (segons les genealogies irlandeses), cosa que podria explicar la seva proposta posterior que Aldfrith hauria de ser coronat com a monarca.

## Carrera

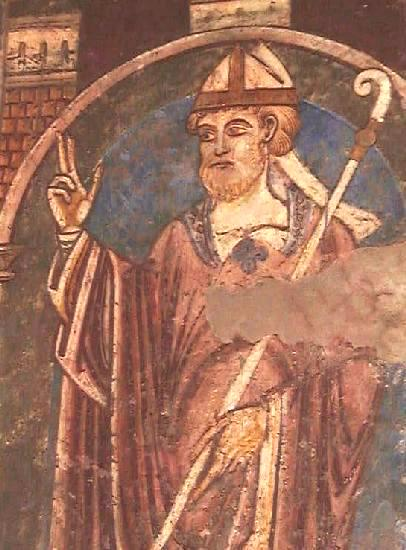
Pintura mural del representant a St. Cuthbert a la Catedral de Durham

La fama de Cuthbert per la seva pietat, diligència i obediència va créixer ràpidament. Quan Alchfrith, rei de Deira, va fundar un nou monestir a Ripon, Cuthbert es va convertir en el seu praepositus hospitum o mestre convidat sota Eata. Quan Wilfrid va ser nomenat abat del monestir, Eata i Cuthbert van tornar a Melrose. La malaltia va colpejar el monestir l'any 664 i, mentre Cuthbert es recuperava, el prior va morir i Cuthbert va ser nomenat prior en el seu lloc. Va passar molt de temps entre la gent, atenent les seves necessitats espirituals, realitzant viatges missioners, predicant i realitzant miracles.
Després del Sínode de Whitby sembla que Cuthbert accepti els costums romans, i el vell abat Eata li demanà que els presentés a Lindisfarne com a prior allà. El seu ascetisme es va complementar amb el seu encant i generositat amb els pobres, i la seva reputació de dots de curació i perspicàcia va portar a moltes persones a consultar-lo, guanyant-li el nom de "Wonder Worker of Britain" (el fabricant de meravelles britànic). Va continuar la seva tasca missionera, viatjant per tot el país des de Berwick fins a Galloway per dur a terme treballs pastorals i fundant un oratori a Dull, Escòcia, amb una gran creu de pedra i una petita cel·la per a ell. També es diu que va fundar l'església de St Cuthbert a Edimburg.

## Vida eremítica

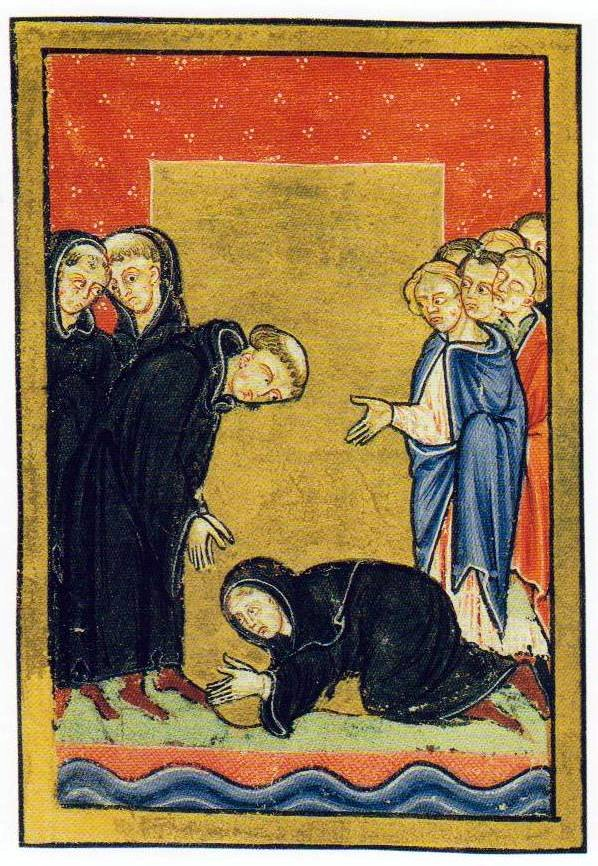
Cuthbert es troba amb Ælfflæd de Whitby a l'illa Coquet, Vida de Cuthbert de Beda,

Cuthbert es va retirar l'any 676 mogut pel desig d'una vida més contemplativa. Amb l'autorització del seu abat, es va traslladar a un lloc que l'arquebisbe Eyre identifica amb l'illa de St Cuthbert prop de Lindisfarne, però que Raine creu que era prop de Holburn, en un lloc conegut ara com la cova de St Cuthbert. Poc després Cuthbert es va traslladar a l'illa d'Inner Farne, a dues milles de Bamburgh, davant de la costa de Northumberland, on es va lliurar a una vida de gran austeritat. Al principi va rebre visitants, però després es confinà a la seva cel·la i obria una finestra només per donar la seva benedicció. No va poder rebutjar una entrevista amb la santa abadessa i verge reial Elfleda, la filla d'Oswiu de Northumbria, que va succeir a Santa Hilda com a abadessa de Whitby l'any 680. La reunió es va celebrar a l'illa Coquet, més al sud de la costa de Northumberland.

## Elecció al bisbat de Lindisfarne i mort
El 684 Cuthbert va ser elegit bisbe de Hexham en un sínode a Twyford (que es creu que és l'actual Alnmouth), però es va mostrar reticent a deixar el seu retir i assumir el seu càrrec; va ser només després d'una visita d'un gran grup, inclòs el rei Ecgfrith, que va acceptar tornar i assumir les funcions de bisbe, però en canvi com a bisbe de Lindisfarne, intercanviant-se amb Eata, que va anar a Hexham. Va ser consagrat a York per l'arquebisbe Theodore i sis bisbes, el 26 de març de 685. Però després del Nadal del 686 va tornar a la seva cel·la a l'illa de Farne Interior, on va morir el 20 de març de 687, després d'una malaltia dolorosa. Va ser enterrat a Lindisfarne el mateix dia, i després de llargs viatges escapant dels danesos les seves restes van optar, com es pensava, per establir-se a Durham, provocant la fundació de la ciutat i de la catedral de Durham. L' evangeli de Sant Cuthbert es troba entre els objectes posteriorment recuperats del taüt de Sant Cuthbert, que també és un artefacte important.

## Llegat

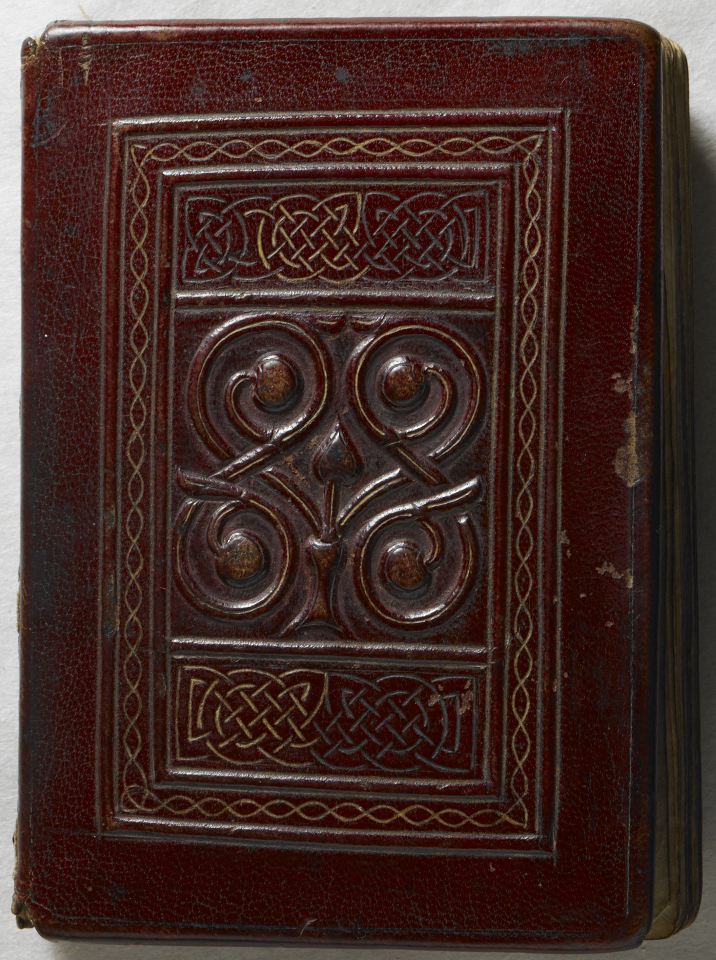
La portada de l'Evangeli de Sant Cuthbert de St John, recuperada del seu taüt; l'enquadernació original de pell de cabra vermella treballada és la primera enquadernació occidental que es conserva.

Després de la mort de Cuthbert es van atribuir nombrosos miracles amb la seva intercessió i a la pregària d'intercessió prop de les seves restes. En particular, Alfred el Gran, rei de Wessex, es va inspirar i encoratjar en la seva lluita contra els danesos per una visió o somni que tenia de Cuthbert. A partir de llavors la casa reial de Wessex, que es van convertir en els reis d'Anglaterra, va fer un punt de devoció a Cuthbert, que també va donar un missatge polític útil, ja que venien d'extrems oposats de la nació anglesa. Cuthbert va ser "una figura de reconciliació i un punt de trobada per a la identitat reformada de Northumbria i Anglaterra" després de l'absorció de les poblacions daneses a la societat anglosaxona, com diu Michelle Brown. L'historiador del segle VIII Beda va escriure dues vides de sant Cuthbert, una vers i l'altra en prosa, cap al 720. Ha estat descrit com "potser el sant més popular d'Anglaterra abans de la mort de Thomas Becket el 1170". L'any 698 Cuthbert va ser enterrat de nou a Lindisfarne en el taüt decorat de roure que avui dia s'anomena habitualment el "taüt de Sant Cuthbert", tot i que havia de tenir molts més taüts. 
Durant el període medieval Cuthbert va esdevenir políticament important per definir la identitat de la gent que vivia a Northumbria al nord de Tees. Symeon va assenyalar que va ser el "poble de St Cuthbert", és a dir, "tot el poble entre els rius Tees i Tweed", qui va fer una campanya sense èxit contra els escocesos a la batalla de Carham el 1018. A finals del segle XI els bisbes de Durham havien establert una regió semiautònoma coneguda com la Liberty of Durham, més tard el Palatinat de Durham, entre Tyne i Tees. Dins d'aquesta zona el bisbe de Durham tenia gairebé tant poder com el mateix rei d'Anglaterra, i el sant es va convertir en un poderós símbol de l'autonomia de la regió. Els habitants del Palatinat es van fer coneguts com a haliwerfolc, que més o menys es tradueix com el "poble del sant", i Cuthbert es va guanyar la reputació de ferotge protector del seu domini. Per exemple, hi ha una història que a la Batalla de Neville's Cross de l'any 1346, el prior de l'abadia de Durham tingué una visió de Cuthbert, ordenant-li que prengués el corporal del sant i el fiqués sobre una punta de llança prop del camp de batalla com a estendard. Fent això el prior i els seus monjos es van trobar protegits "per la mediació del sant Cuthbert i la presència de la dita santa relíquia". Tant si la història de la visió és certa com si no, l'estendard de Sant Cuthbert es portava regularment en la batalla contra els escocesos fins a la Reforma, i serveix com a bon exemple de com Sant Cuthbert era considerat un protector del seu poble. Una interpretació moderna del Banner, dissenyada per l'acadèmica de la Universitat de Northumbria Fiona Raeside-Elliott i brodada per l'artista tèxtil local Ruth O'Leary, s'exhibeix avui dia a la capella del sant a la catedral de Durham.

Creu de Cuthbert

El culte de Cuthbert també va atreure als danesos convertits que ara constituïen gran part de la població del Regne de York, i també va ser adoptat pels normands quan es van fer càrrec d'Anglaterra. El santuari de Cuthbert a la catedral de Durham va ser un lloc de pelegrinatge important durant l'Edat Mitjana, fins que els comissionats d'Enric VIII el van despullar en la dissolució dels monestirs.

Moltes esglésies porten el nom de Cuthbert. Una comunitat ortodoxa de Chesterfield, Anglaterra, ha pres St Cuthbert com a patró.
A Northumberland l'èider s'anomena "cuddy duck" (l'anec cuddy, apòcope de Cudbert). Quan es trobava a les illes Farne, Cuthbert va instituir lleis especials per protegir els ànecs i altres ocells marins que nien a les illes. Encara es reprodueixen per milers a la costa de Northumberland.
St Cuthbert's Way és una ruta a peu de llarga distància un dels Great Trails d'Escòcia.
Cuthbert és recordat a l'Església d'Anglaterra amb un festival menor el 20 de març.

## Relíquies

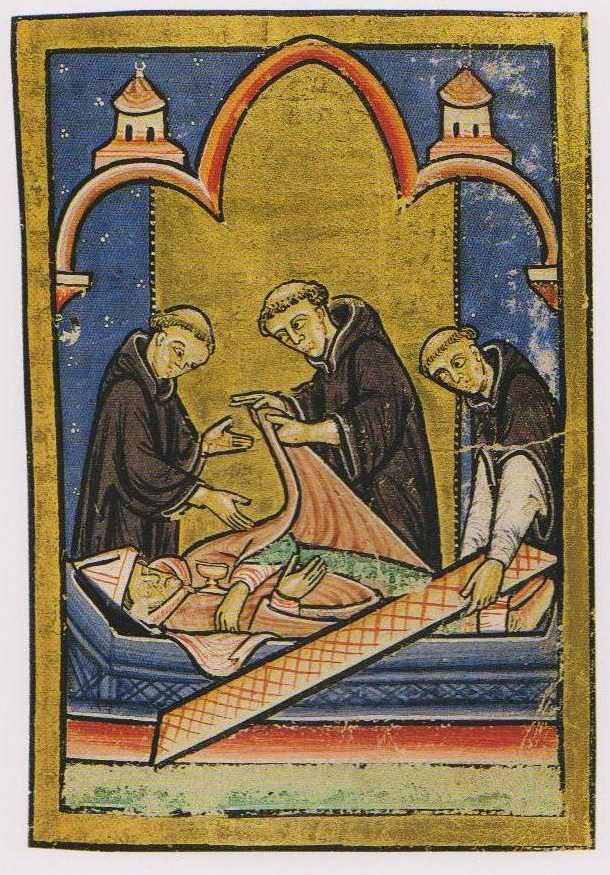
El cos incorrupte de Cuthbert de la Vida de Cuthbert de Beda,

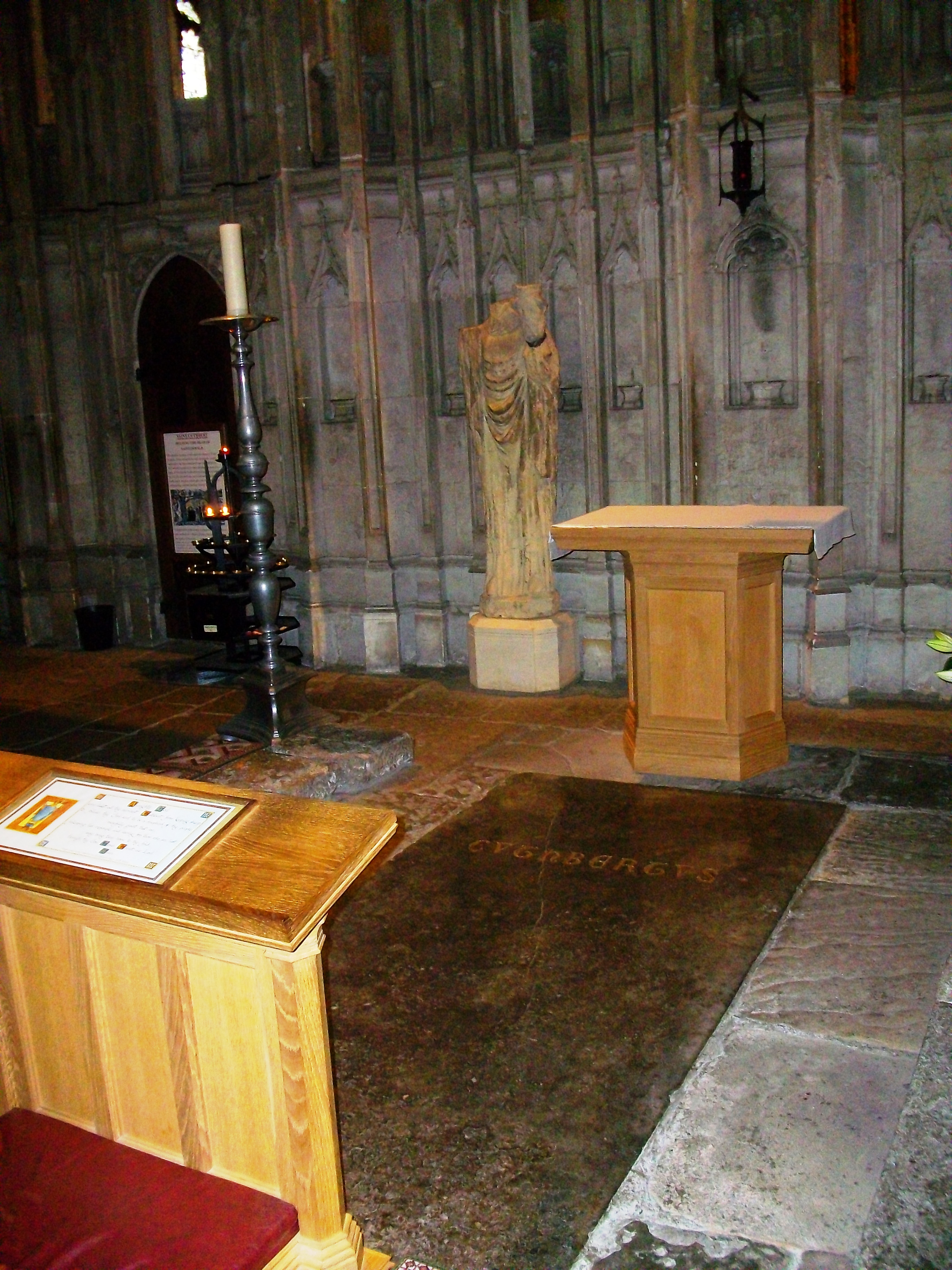
Ubicació de la tomba de Sant Cuthbert i re-enterrament a la catedral de Durham; darrere hi ha una estàtua danyada de Sant Cuthbert, que sosté el cap del rei Sant Oswald (el cap del qual va ser enterrat de nou amb Cuthbert)

Segons la vida del sant de Beda, quan el sarcòfag de Cuthbert es va obrir onze anys després de la seva mort, es va trobar que el seu cos estava perfectament conservat o incorrupte. Aquest aparent miracle va portar al creixement constant del culte pòstum de Cuthbert, fins al punt que es va convertir en el sant més popular del nord d'Anglaterra. Nombrosos miracles es van atribuir a la seva intercessió i a la pregària d'intercessió prop de les seves despulles.
El 875 els danesos van prendre l'abadia de Lindisfarne i els monjos van fugir, portant el cos de Sant Cuthbert amb ells per diversos llocs, inclosa Melrose. Després de set anys vagant, va trobar un lloc de descans a l'església de St Cuthbert encara existent a Chester-le-Street fins al 995, quan una altra invasió danesa provocà el seu trasllat a Ripon. Aleshores el sant va insinuar, com es creia, que volia romandre a Durham. Es va construir una nova església de pedra, l'anomenada "Església Blanca", la predecessora de l'actual gran catedral. L'any 999 les seves relíquies van ser consagrades a la nova església el 4 de setembre, dia en que es celebra la festa del seu trasllat a la catedral de Durham i com a memorial opcional a l'Església catòlica d'Anglaterra. El 1069 el bisbe Æthelwine va intentar transportar el cos de Cuthbert a Lindisfarne per escapar del rei Guillem al començament del Harrying of the North

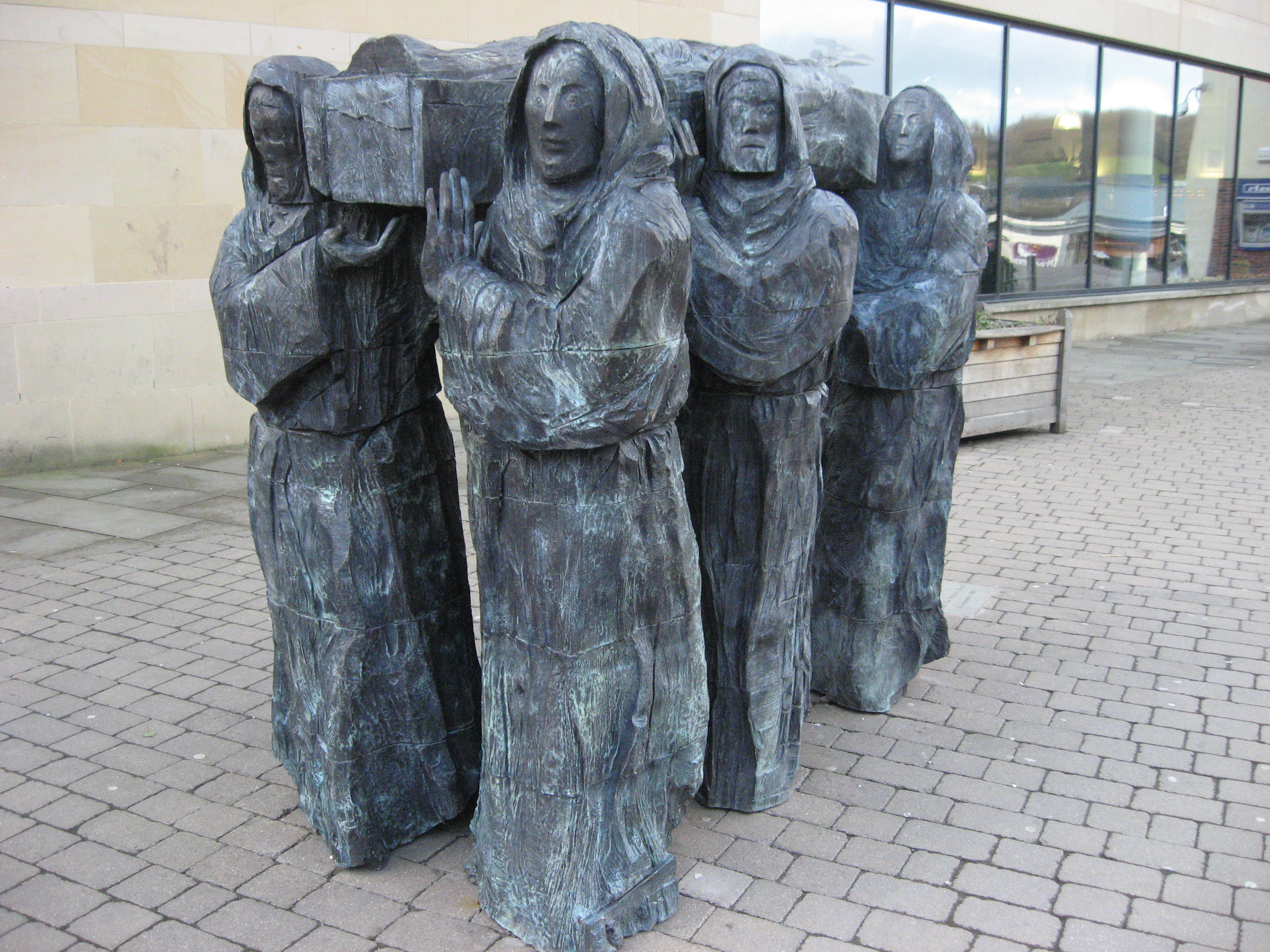
The Journey, una escultura moderna que mostra els viatges de la comunitat de Lindisfarne, de Fenwick Lawson. Es mostra aquí a la Millennium Square, Durham.

El 1104 la tomba de Cuthbert es va obrir de nou i les seves relíquies es van traslladar a un nou santuari darrere de l'altar de la catedral acabada recentment. Quan es va obrir l'arqueta, un petit llibre de l'Evangeli de Joan, que mesura només 138 per 92 mil·límetres (5,4 × 3,6 polzades), ara conegut com a Saint Cuthbert Gospel (l'"evangeli de Cuthbert", ara a la Biblioteca Britànica "Additional MS 89000", abans conegut com a Stonyhurst Gospel), es va trobar. Aquest és el llibre occidental més antic que ha conservat la seva enquadernació original, en cuir finament decorat. També es van recuperar molt més tard un conjunt de vestidures de 909–916, fetes de seda romana d'Orient amb un dibuix de "Deessa de la natura", amb una estola i decoració amb brodats anglosaxons extremadament rars o opus anglicanum, que havien estat dipositats a la seva tomba pel rei Æthelstan (r. 927–939) en un pelegrinatge mentre que el santuari de Cuthbert es trobava a Chester-le-Street.
El santuari de Cuthbert va ser destruït durant la dissolució dels monestirs, però, sorprenentment, les seves relíquies van sobreviure i encara estan enterrades al lloc, tot i que també van ser desenterrades al segle xix, quan es van retirar el seu taüt de fusta i diverses relíquies. El taüt de Sant Cuthbert (en realitat un d'una sèrie de diversos taüts), reconstruït per Ernst Kitzinger i altres, es manté a la catedral i és una destacada i rara mostra de la talla anglosaxona sobre fusta. Quan es va inspeccionar per darrer cop el taüt, el 17 de maig de 1827, es va trobar una creu d'or quadrada saxona, embellida amb granats, amb la característica forma aixafada, utilitzada més tard com a emblema heràldic de Sant Cuthbert als escuts de les universitats de Durham i Newcastle.